# Elysius terra
Elysius terra là một loài bướm đêm thuộc phân họ Arctiinae, họ Erebidae.